# Andrzej Pańta

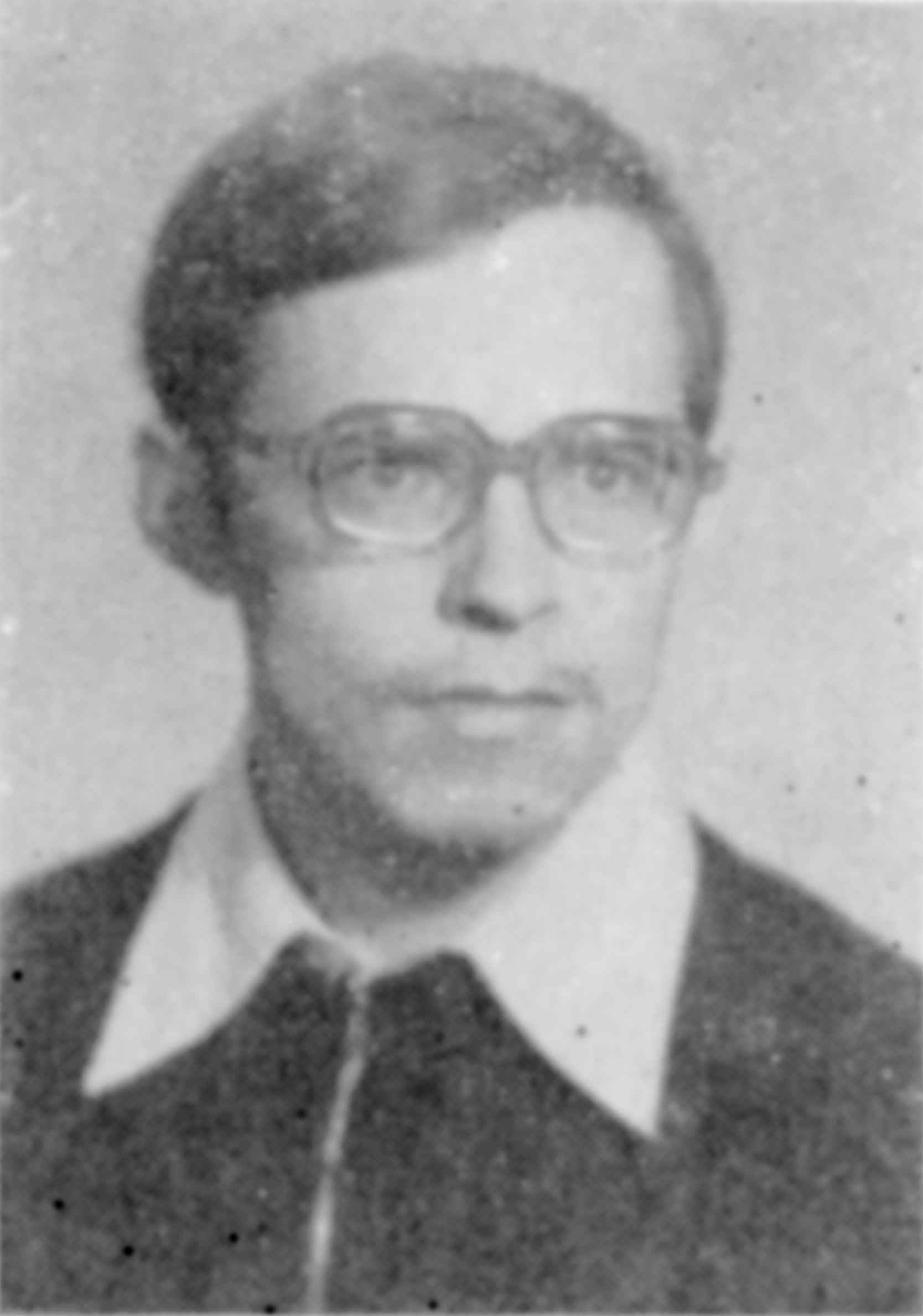
Andrzej Pańta (przed 1982 rokiem)

Andrzej Pańta lub Andreas Johannes Painta (ur. 10 kwietnia 1954 w Bytomiu) – polski poeta i tłumacz literatury niemieckiej.

## Życiorys
Studiował filologię polską i biologię na Uniwersytecie Śląskim w Katowicach. Debiutował w 1973 poezją w czasopiśmie „Poglądy”. Publikował w takich polskich pismach literackich jak „Arkadia”, „Portret”, „Śląsk”, „Kresy”, „Poezja”, „Integracje”, „Kultura” i „Nowy Wyraz”, Fa-Art, List Oceaniczny, Wyrazy, Format i Fraza. Był uczestnikiem niemiecko-polskiego Statku Poetów 1998 i 1999, Festiwalu Fortalicje w Zamościu, niemiecko-polskiego Festiwalu Poetów „wortlust” w Lublinie 1997, jak i Uniwersytetu Poezji w Zielonej Górze.

## Twórczość własna
- Wyspa na jeziorze, wiersze, Katowice 1977
- Counter-revolution, 1989
- Pan, 1992
- Nic więcej, 1995
- Bez; ogródek, 1995
- Wieczna naiwność wróżek, 1985[5]
- Za płotem, 1981
- Brzuchem do słońca, 1986
- Pneuma culi, 1988[6]

## Tłumaczenia
- Friedrich Hölderlin, Fale nieba, 1991
- Horst Bienek, Czas po temu, 1987
- Horst Bienek, Stopniowe zadławianie krzyku i inne eseje, Essays, 2001[7]
- Arthur Schopenhauer, Metafizyka miłości płciowej, 1985
- Rose Ausländer, W kotle czarownic, 1995
- Jakob Böhme, O nowych, powtórnych narodzinach, 1993[8]
- Jakob Böhme, Aurora, Euroopera, Zgorzelec 1999
- Jacob Böhme, Teozoficzne okólniki, Zgorzelec 2005
- Erik Blumenthal, Uwierzyć w samego siebie. Samozaufanie płynące z głębi/ An sich selber Glauben. Selbstvertrauen aus der Tiefe, Gdańsk 1998
- E. Blumenthal, Uwierzyć w samego siebie, Gdańsk 1998
- Dieter Kalka, Podwójne i potrójne, Bydgoszcz 1999[9][10]
- Alfred Georg Seidel, Niebo nad granicami, Gliwice 2001

## Nagrody
- Kryształowy Lew. Kłodzka Wiosna Poetycka 1974[11]
- Nagroda "Pegaza" - za przekład poezji (1992)[12]
- Laureat nagrody im. Tadeusza Peipera[13]
- Nagroda w 31 konkursie Laur Czerwonej Róży w Gdańsku, 1990[14][15]
- Stypendium, Fundacja Pomocy Niezależnej Nauce i Literaturze Polskiej, Paryż 1991
- Preis der Künstlergilde Esslingen 2000[16]